# Коськово (городской округ Клин)
Коськово — деревня в городском округе Клин Московской области России. Население — 2 чел. (2010).

## Население
| 1852 | 1859 | 1890 | 1899 | 1926 | 2002 | 2006 |
| ---- | ---- | ---- | ---- | ---- | ---- | ---- |
| 22   | ↗53  | ↘36  | ↘25  | ↗55  | ↘0   | →0   |
| 2010 |      |      |      |      |      |      |
| ↗2   |      |      |      |      |      |      |

## География
Деревня Коськово расположена на северо-западе Московской области, в южной части городского округа Клин, примерно в 35 км к юго-западу от окружного центра — города Клина, недалеко от границы с городским округом Истра, на правом берегу реки Нудоль, у устья безымянного ручья, правого притока, высота центра над уровнем моря — 209 м. Ближайшие населённые пункты — Кореньки на противоположном берегу ручья и Скрепящево на северо-западе.

## История
В середине XIX века деревня Коськово 1-го стана Клинского уезда Московской губернии принадлежало Марии Лукьяновне Козловой, в деревне было 7 дворов, крестьян 14 душ мужского пола и 8 душ женского.
В «Списке населённых мест» 1862 года — владельческая деревня 1-го стана Клинского уезда по правую сторону Звенигородского тракта, в 25 верстах от уездного города и 25 верстах от становой квартиры, при колодцах, с 6 дворами и 53 жителями (28 мужчин, 25 женщин).
В 1899 году деревня с 25 жителями входила в состав Спас-Нудольской волости Клинского уезда.
По данным на 1911 год число дворов составляло 9.
По материалам Всесоюзной переписи населения 1926 года — деревня Кореньковского сельсовета Спас-Нудольской волости Клинского уезда в 11,7 км от Пятницкого шоссе и 26,7 км от станции Подсолнечная Октябрьской железной дороги; проживало 55 человек (29 мужчин, 26 женщин), насчитывалось 11 крестьянских хозяйств.
С 1929 года является населённым пунктом Московской области в составе Нудольского сельсовета Новопетровского района (1929—1959), Нудольского сельсовета Рузского района (1959), Нудольского сельсовета Клинского района (1959—1963, 1965—1975), Нудольского сельсовета Солнечногорского укрупнённого сельского района (1963—1965), Щёкинского сельсовета Клинского района (1975—1994), Щёкинского сельского округа Клинского района (1994—2006), сельского поселения Нудольское Клинского района (2006—2017), городского округа Клин (с 2017).